# 울리히 츠빙글리의 신학

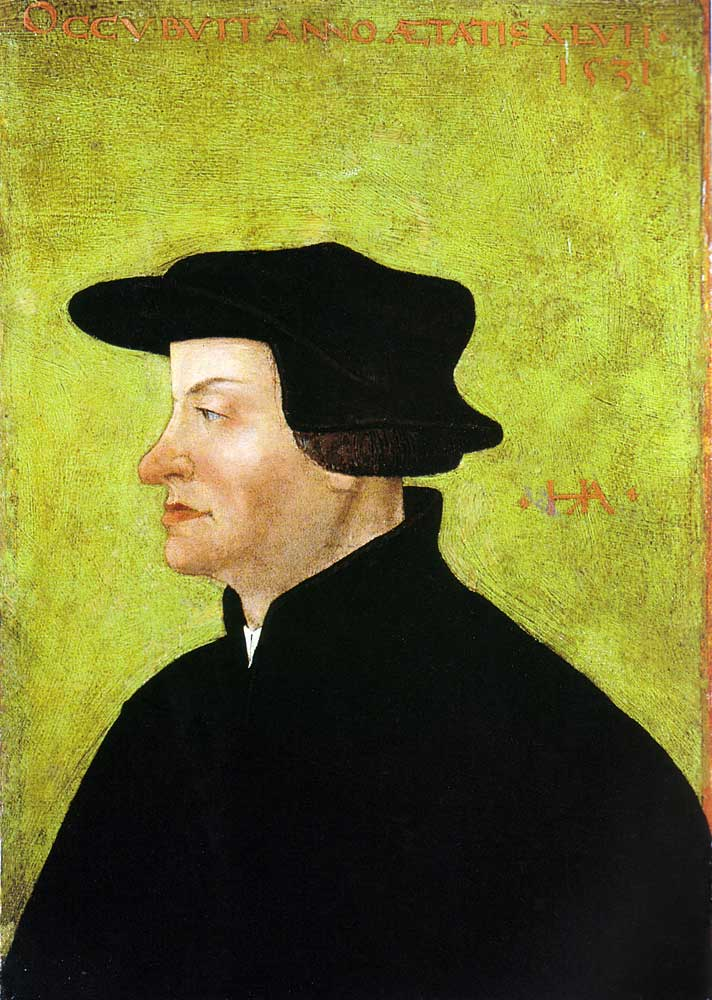
울리히 쯔빙글리

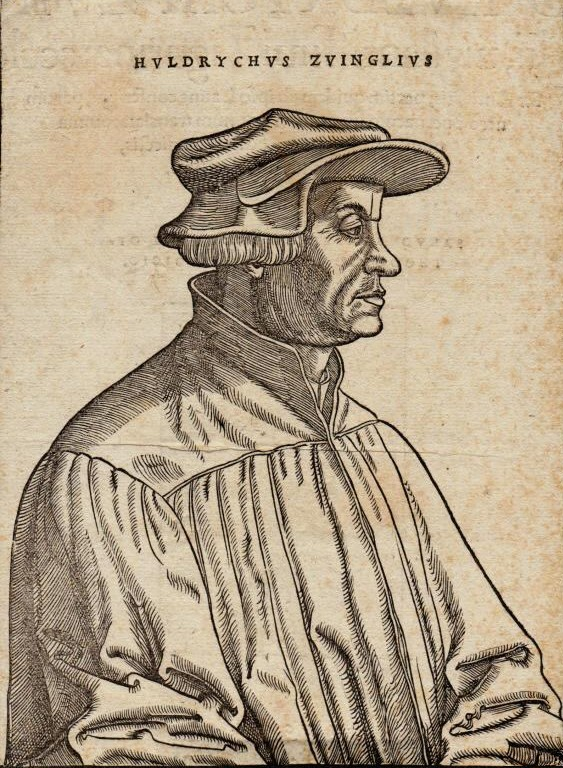
울리히 쯔빙글리, 한스 아스퍼의 목판화, 1531년

울리히 츠빙글리의 신학(theology of Huldrych Zwingli)은 성경에 기초하며, 성경을 영감된 하나님의 말씀(the inspired word of God)으로 받아들인다. 즉 성경은 하나님의 말씀인데 믿는자들이 성령을 통하여 하나님에 의해 가르침을(taught by God through the Spirit) 받을 때 정확하게 이해될 수 있다고 한다. 에큐메니칼 회의나 교부들과 같은 인간의 문헌들(Sources)보다도 성경의 배타적인 권위를 높게 두고 있다. 츠빙글리는 정경인 복음서들(canonical gospels) 안에는 차이점이 있음을 인정하면서도 영감론과 함께 인간적 요소가 있음 인정하였다. 츠빙글리 주의란(Zwinglianism) 그의 후계자인 하인리히 불링거와 함께 미코니우스(Oswald Myconius), 그리고 레오 쥬드(Leo Jud)가 1536년에 작성한 제 1 헬베틱 신앙고백서(the First Helvetic Confession)에서 가장 권위있게 나타난다.
1549년 장 칼뱅이 참여하여 작성한 제 2 헬베틱 신앙고백서(the Second Helvetic Confession)에 근거한 개혁주의 신학이 형성되었다. 후에 2 두개의 신앙고백서에 관계된 츠빙글리파는 개혁신학의 전통과 함께 칼뱅주의 정통신학으로 속하게 되었다. 세례에 관한 츠빙글리의 견해는 유아세례의 집례를 공격했던 재 세례파들에 대한 답변에 나타난다. 그는 하나님이 아브라함과 언약을 맺으신 것과 마찬가지로 제자들과 하나님과 맺은 기독교인들의 언약의 표(a sign of a Christian's covenant) 라고 주장하면서 유아세례를 지지하였다. 이것은 장 칼뱅의 신학과도 동일한 견해이다.

## 성경
성경은 종교 개혁자 츠빙글리의 작품에서 중심적인 것이며, 그의 신학의 발전에서 중요했다. 그는 그의 작품속에서 지속적으로 성경을 호소하였다. 이런 그의 강한 증거들은 그의 초기 작품들인 Archeteles (1522), Certainty of the Word of God (1522)에 나타난다. 인간은 거짓말 쟁이이나 오직 하나님만이 진리이시다라고 믿었다. 그에게 있어서 성경은 하나님의 말씀이며 오류의 어둠속에서 빛을 주신다. 성경은 율법과 복음으로 구성되었는데 루터와 달리 그는 율법과 복음의 차이점을 알지 못했다. 그에게 있어서 율법은 복음과 마찬가지로 하나님의 자비하신 의지의 계시였다. 이것은 루터의 개념과는 아주 다른 것이었다. 「Certainty of the Word of God」라는 논문은 도미니크 수도회에서의 설교들 중의 하나로 개괄적 형태로 성서원리에 대한 자신의 의견을 표명했다. 하나님의 말씀에 대한 그의 이해에 있어서 출발점은 인간학적인 전제들로부터 취해진 것이었다. 즉 말씀과 신자의 내적 감정과의 긴밀한 유대를 들 수 있다. 이는 쯔빙글리가 그토록 격렬하게 교회의 계급체제를 반대했는가의 이유를 설명해준다. 즉, 교회지도자들의 행위는 이들이 하나님으로부터 얼마나 가르침을 받지못했는지 증명해줄 뿐이기 때문이다.

### 츠빙글리의 성경 해석방법
그의 해석 방법은 초기에 그의 인문주의 훈련에 의하여 시작되었고 후기에는 성경과 크리스천에 대한 개혁 신앙적인 이해로부터 형성되었다. 특히 전 생애 동안에 에라스무스의 영향은 그의 신학의 방법론적이며 학문적인 원리뿐만 아니라 그의 신학의 형태와 내용에까지 미쳤다. 성경 해석 방법에 대한 에라스무스의 영향은 에라스무스의 신약성경에 대한 그의 강해 노트에서 원문 주석, 본문 비평 그리고 교부들의 인용 방법 등에 있어서 나타난다. 쯔빙글리의 성경관은 그의 성경 해석과 직접적인 관계를 갖고 있다. 그는 성경의 명료성(본문의 자연스럽고 참된 의미에서 찾아지는)은 공식적인 교회 해석의 필요성을 제거한다고 말하면서 중개자 없이 성령이 신자들에게 직접적으로 조명하는 것을 강조했다. 그는 주장하기를 성경의 자연적인 의미(the natural sense of Scripture)를 이해하기 위하여 원어와 다양한 비유(figures)를 사용해야 한다고 했다. 에라스무스의 영향으로 그 역시 오리겐의 알레고리 해석을 선호하는 경향이 있었다. 그의 해석의 출발점은 성경의 자연적 의미와 비문자적 의미를 구별하는 것(the distinction between the natural and non-literal senses of Scripture)이었다. 그 역시 에라스무스처럼 성경의 도덕적 의미를 강조했는데 특히 구약의 모델(example)을 동 시대와 상관된 도덕성(the contemporary moral relevance)에 관심을 두었다. 이 점에 있어서 그는 에라스무스의 도덕적 해석 방법의 발전과 영향을 보여주며 루터와 차이점을 나타낸다. 칼빈은 쯔빙글리의 해석이 지나치게 자유스럽다고 지적했다. 쯔빙글리는 자연적인 의미와 비문자적인 의미를 구별한 것이 해석의 출발점이었다. 이것이 그로 하여금 알레고리 해석을 어느 정도 사용하게 하고, 결과적으로 도덕적 강조에 나타나는데 이것은 물론 에라스무스의 영향을 보여주는 것이다. 그럼에도 불구하고 그는 해석에 있어서 성령의 조명이 필요하다는 것을 강조하였다. 문맥에 의한 해석을 하였고 본문에서 자연스럽고 참된 의미를 찾으려 한다.

## 신관
플라톤의 철학개념에서는 유한은 무한을 포함할 수 없다(finitum non capax infiniti). 즉 신과 피조물 사이에는 무한한 질적차이가 있다라는 것이다. 이 사상은 기독교 신학에 크게 영향을 주었는데 대표적으로 어거스틴과 칼빈과 츠빙글리이다.
쯔빙글리의 신학에서 근본적인 출발점은하나님과 모든 피조물들 사이의 절대적인 구별이다. 1523년 7월 쯔빙글리는 67개 조항 해설에서 피조물보다는 창조주를 택했다. 그는 신 중심적이었다.
하나님이 무로부터 우주를 창조하셨다는 교리는 초대교회 이후 기독교 신학의 상식이라하더라도 그에게 있어서 인류의 커다란 죄는 하나님의 유일한 것을 피조물에게 돌리는 우상숭배이다. 쯔빙글리의 경우 종교개혁은 본질적으로 우상숭배로부터 참되신 한 분 하나님을 섬기는 것으로의 운동이었다. 인간의 존재는 우리가 피조물인 한 오직 하나님의 재량으로 그리고 그 분의 선의에 의해서만 존재한다. 하나님의 섭리는 역사의 거대한 사견들만이 아니라 생활의 사소한 일에도 역시 관련되어있다. 더욱이 하나님의 섭리는 삶의 선하고 즐거운 측면들만 아니라 역시 어둡과 고통스러운 부분도 다스린다. 하나님의 섭리에 관한 쯔빙글리의 가장 자세한 서술은 1529년 10월에 열렸다. 발부르그회의에서 설교를 통해 나타났고 그것은 그 후에 철학적인 논문인 “섭리론”속에 개정되었다. 여기서 그는 신적인 섭리와 인간 구원의 문제를 가장 밀접한 방식으로 조화시켰다.
이와같이 쯔빙글리 사상적 체계의 핵심은 하나님에 관한 교리였고, 그의 사상적 체계 전쳬의 출발점을 이루었다. 또한 쯔빙글리는 하나님의 절대주권을 건드리는 것을 원치 않았던 것이다. 쯔빙글리는 로마교회의 이교적인 성해(聖骸)숭배와 성상숭배에 대한 환멸로 인하여 이러한 입장에 이르게 되었고 그의 반발이 그로 하여금 하나님에 관한 교리를 그의 모든 사상의 중심으로 삼게 만들었던 것이다.

## 성례전
츠빙글리의 세례관은 재세례파들과의 충돌에서 크게 뿌리를 두고 있다. 그들은 유아세례를 반대하고 콘라드 글레벨(Conrad Grebel)과 펠릭스 만즈(Felix Manz)의 지도력을 중하게 여겼다. 그러나 츠빙글리는 재세례는 불필요하다고 강하게 주장하였다. 세례와 관련된 그의 주된 작품들은 다음과 같다. Baptism, Rebaptism, and Infant Baptism (1525), A Reply to Hubmaier (1525), A Refutation (1527), Questions Concerning the Sacrament of Baptism (1530).
세례는 단지 내적 신생의 표시와 상징에 지나지 않는 것으로 쯔빙글리의 세례교리는 2가지 전선에 대항하여 형성되었다. 즉 재 세례자에 의한 유아세례의 배재와 로마카톨릭과 루터파 실시의 성례적인 객관주의가 그것으로, 세례에 관한 쯔빙글리의 서술은 거의 배타적으로 후자의 관심에 초점을 맞추고 있다. 그는 세례가 원죄의 죄책을 제거할 능력을 갖고 있다는 사실을 부정했다. 세례는 십자가 위에서 그리스도의 대속하는 죽음에 의해서 단번에 성취되었기 때문에 이것은 중세의 도구적인 원인이 될 수 없는 것이다. 또한 중세의 림보 에 대한 관습에 완강히 반대했다. 쯔빙글리의 경우 물세례보다는 성령세례가 개인들의 신적인 구원의 궤도 속으로 끌려들어가는 수단이었다. 그에게 있어서 성례는 사람들이 어떤 직책이나 직분의 의무를 수행하도록 공식적으로 얽매이는 입회하는 의식이나 서약으로 정의했다.
성만찬은 개혁자들과 교회 그리고 그들사이에도 강조점의 차이로 인하여 종교개혁에서 논쟁의 핵심이었다. 루터가 성만찬을 선물을 포함한다고 하는 교리를 방어하는 문제로 보았지만 그러나 츠빙글리는 성만찬을 하나님의 구원의 선물로 이해하고 인정한다는 교리를 공격하는 문제였다.
츠빙글리는 에라스무스를 모방하여 성례의 교제적 성격을 강조하면서, 어거스틴을 논박하며 요 6:53-56의 말씀들은 영적인 먹고 마심이라고 정의했다. 1522년 발견된 주교에게 보내는 답장에서 미사의 집전이 죄에 대한 형벌을 소멸시킨다는 주장을 부정했다. 즉 예수의 유일회적 십자가 상의 죽음 이후 어떤 희생도 필요치 않다는 것이다. 그후 1524년 쯔빙글리는 성만찬이해에 본질적인 통찰을 획득했다. 그는 요한복음에 근거하여 루터의 실재설이미 알려진 바와 같이 루터는 떡과 포도주는 주님의 몸이며, 피라는 것을 확고히 믿었다. 그것은 그의 신앙이라기 보다는 성서(고전 11:23-25)에 나타난 분명한 사실이었기 때문이다. 루터와는 다른 영적 성격을 확신했다. 그는 또한 성례가 구원의 수단이라는 로마 가톨릭교회의 견해를 배척했다. 성례전은 공식적 선서에 의한 단합과 충순의 표시이다.J.L.Neve,op.cit.,p.378. 즉, 그것은 내적으로 이미 성취된 것을 나타내는 외적 상징이라고 볼 수 있다. 쯔빙글리는 다음 몇 가지에 비추어 루터의 “실재적 임재”의 교리를 거부하였다. 첫째, 성서의 선언에 의하면 육은 무익한 것이다. 둘째, 그의 세계관은 천상적인 것과 지상적인것 사이에 어떠한 밀접한 결합은 인정할 수 없었다. 셋째, 그의 기독론에 의하면 예수의 인성은 하늘의 일정한 장소에 제약되어 있다. 그러므로 제한되 인성이 성만찬에 참여할 수는 없는 것이었다.

## 교육관
츠빙글리의 교육관에 대해서는 1523년에 쓰여진 그의 짧은 논문“청년 교육론”(of the Education of Youth)에서 나타난다.
- 첫째, 하나님을 아는 지식

츠빙글리는 인간은 스스로 신앙을 가질 수 없고 하나님이 주셔야만 가능하다고 하였다. 인간이 하나님 앞에 바로 서는 것은 교육으로 한계가 있으며 성령의 역사에 의해서만 가능하다고 하였다. 그러므로 청년들로 하여금 하나님에 대한 지식을 가지도록 하기 위해서 그리스도의 가르침으로 양육하여야 한다고 주장했다. 젊은이들에게 하나님의 의에 대하여 가르쳐야 하는데 이것은 오직 그리스도 안에서만 발견되며, 이것은 곧 인간이 받아야 할 교육의 내용이라고 하였다. 그러므로 교육에 있어서 중요한 것은 그리스도의 복음을 가르치는 것이며 가르칠 때에는 정확하게 가르쳐야하고 부지런히 가르쳐야 한다고 하였다.
- 둘째는 성경을 통한 인간을 아는 것

젊은이들을 교육 할 때 신앙으로 성장하도록 하며 자신의 성장을 위하여 성경을 배워야 한다고 하였다. 또 성경을 바로 이해하기 위하여 라틴어 헬라어 히브리어를 교육하여야 한다고 하였다. 젊은이들은 성경을 바로 배워 성경에서 그리스도를 보아야 하고 성경을 자신의 행동의 진정한 근본으로 삼아야 한다고 강조하였다.
- 셋째는 성숙한 인간관계

이것은 크리스찬 생활의 본질적 관계이며 진정한 성도의 교제가 필요하다. 이러한 교제를 통하여 성숙한 인간관계를 가져야 한다고 했다.
츠빙글리의 교육 배경은 인문주의적 바탕 속에 이루어져있다. 그러므로 그의 교육관도 인문주의적 경향을 띤다. 그러나 쯔빙글리는 복음주의적 크리스찬이기 때문에 인문주의와 복음주의가 조화를 이루는 것이 특색이다.

## 국가

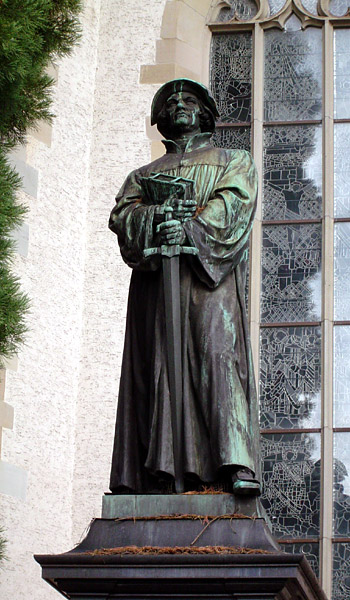
스위스 취리히에 있는 츠빙글리상, 한손에 성경 다른 손에는 칼을 가지고 있다.

츠빙글의 사상에서 교회와 국가의 관계는 그가 한손에 성경 다른 손에는 칼을 가지고 서있는 곳 바세르 교회(Wasserkirche, 물의 교회라는 의미)에 있는 동상에서 가장 잘 보여진다. 그에게 있어서 교회와 국가는 하나님의 주권적 통치아래 하나이다.
츠빙글리는 스위스가 오랜동안 인정한 용병제도를 반대하였다. 정미현에 따르면, 츠빙글리는 본래 인문주의자 에라스무스의 영향을 받아서 평화주의를 추종하고 있었지만, 그러나 그는 본격적으로 용병제를 반대하고, 스위스 연방의 자유를 수호하기 위하여 투쟁하도록 독려하였다고 한다. 그는 상황 윤리적 차원에서 용병제 폐지를 관철하기 위하여 심지어는 전쟁의 가능성을 염두에 두고 준비하도록 함으로써 초기에 그가 지녔던 에라스무스적 입장이었던 원칙 주의적 평화주의 혹은 평화 절대주의에서 벗어나 “정당전쟁론”의 입장을 피력했다고 한다. 정미현, 용병제도를 통해 본 츠빙글리 종교개혁의사회 경제적 배경 보관됨 2016-10-19 - 웨이백 머신

## 참고 문헌
- 강경림, 쯔빙글리의 종교개혁 사상
- 홍미영, 쯔빙글리(Ulrich Zwingli, 1484-1531)의 생애와 신학사상
- 쯔빙글리(Ulrich Zwingli, 1484-1531)종교개혁운동
- 조병하, 쯔빙글리 신학의 중점은 하나님의 예정에 대한 가르침
- 김진흥, 쯔빙글리와 언약사상
- 종교개혁 인물탐방 츠빙글리 편
- 김명혁 칼럼, 쯔빙글리와 종교개혁
- W.P. 스티븐슨, 츠빙글리의 생애와 사상[깨진 링크(과거 내용 찾기)]
- 강경림외, 한권으로 읽는 츠빙글리의 신학, 세움북스, 2019

## 동영상 자료
- 제4회 16세기 취리히 종교개혁, 개혁교회 신학교육의 전통과 개혁(임희국 박사)

## 같이 보기
- 츠빙글리
- 스위스 종교개혁
- 칼빈주의
- 신 칼뱅주의
- 장 칼뱅
- 장 칼뱅의 신학
- 마르틴 루터
- 종교개혁
- 종교 개혁가
- 개혁교회 종교개혁500주년기념대회